# Wahldistrikt Berkshire, Hampshire and Hampden
Der Wahldistrikt Berkshire, Hampshire and Hampden war ein Wahldistrikt für den Staatssenat des US-amerikanischen Bundesstaates Massachusetts. Der Bezirk wurde im Vorfeld der Wahl 1906 geschaffen und bestand aus dem Süden von Berkshire County, dem Westen von Hampshire County und dem Südwesten von Hampden County. Zur Wahl 1940 wurde der Distrikt in Hampden, Hampshire and Berkshire umbenannt.

## Gebiet

Berkshire County

Hampshire County

Hampden County

Das Gebiet umfasste bei der Wahl 1914 folgende Towns und Cities:
In Berkshire:
- Alford
- Becket
- Egremont
- Great Barrington
- Lee
- Lenox
- Monterey
- Mount Washington
- New Marlborough
- Otis
- Richmond
- Sandisfield
- Sheffield
- Stockbridge
- Tyringham
- Washington
- West Stockbridge

In Hampshire:
- Chesterfield
- Cummington
- Easthampton
- Goshen
- Hatfield
- Huntington
- Middlefield
- Northampton
- Plainfield
- Southampton
- Westhampton
- Williamsburg
- Worthington

In Hampden:
- Agawam
- Blandford
- Chester
- East Longmeadow
- Granville
- Longmeadow
- Montgomery
- Russell
- Southwick
- Tolland

## Senatoren
|  | Bild | Senator               | Partei       | Amtszeit  | Lebensdaten    | Anmerkungen                                                             | Beleg |
|  | ---- | --------------------- | ------------ | --------- | -------------- | ----------------------------------------------------------------------- | ----- |
|  |      | William H. Feiker     | Republikaner | 1907–1908 | 1870–unbekannt |                                                                         | [ 1 ] |
|  |      | Allen T. Treadway     | Republikaner | 1908–1911 | 1867–1947      | Senatspräsident von 1909–1911 Wurde 1912 ins Repräsentantenhaus gewählt | [ 2 ] |
|  |      | Calvin Coolidge       | Republikaner | 1912–1916 | 1872–1933      | Senatspräsident von 1914–1915 Wurde 1915 zum Vizegouverneur gewählt     |       |
|  |      | John B. Hull          | Republikaner | 1916–1918 | 1871–1959      |                                                                         |       |
|  |      | Leonard F. Hardy      | Republikaner | 1918–1923 | 1874–1943      |                                                                         |       |
|  |      | Dexter A. Snow        | Republikaner | 1923–1927 | 1890–1950      |                                                                         |       |
|  |      | Frederick Eugene Judd | Republikaner | 1927–1933 | 1852–1936      |                                                                         |       |
|  |      | Harry B. Putnam       | Republikaner | 1933–1937 | 1878–1852      |                                                                         |       |
|  |      | Edwin L. Olander      | Republikaner | 1937–1941 | 1891–1942      |                                                                         |       |